# Abu’l-Fida
Abu’l-Fida, auch Ismail Abu’l-Feda (arabisch أبو الفداء, DMG Abū l-Fidāʾ, lateinisch: Abulfeda, mit vollem Namen Abu ’l-Fidā Ismāʿīl ibn ʿAlī al-Ayyūbī ad-Dimašqī al-Ḥamawī; * 1273 in Damaskus; † 27. Oktober 1331 in Hama), war ein kurdischer Chronist und Geograph sowie Emir von Hama.
Er dokumentierte auf Seiten der Muslime einige Feldzüge gegen die Kreuzfahrer in seinem Werk Mukhtassar tarikh al-Bashar. Daneben verfasste er weitere Werke über Geographie, Medizin und Botanik.
Er stammte aus der Dynastie der Ayyubiden, sein Vater Ali war ein Sohn des Herrn von Hama, al-Muzaffar Mahmud († 1244). Nach dem Tod seines Cousins, al-Muzaffar Umar II. († 1299/1300), wurde Hama der direkten Herrschaft der Mamelukensultane von Ägypten unterstellt.
Er wurde in Damaskus geboren und ausgebildet. Schon als Jugendlicher begleitete er seinen Vater auf Feldzügen der Mameluken gegen die Kreuzfahrerstaaten in der Levante. So war er als Zwölfjähriger 1285 bei der Belagerung der Johanniterburg Margat und als Sechzehnjähriger 1289 bei der Belagerung von Tripolis anwesend. An der Belagerung der letzten Hochburg der Kreuzfahrer, Akkon, nahm er 1291 in einem Kontingent des Emirs Baibars al-Dewadar aus Karak teil. Später beteiligte er sich an Feldzügen gegen die Allianz der Mongolen und Armenier nach Kilikien. Besonders hoch stand er in der Gunst des Sultans an-Nasir Muhammad I., der ihn 1310 zum Statthalter in Hama einsetzte. Nachdem er mit dem Sultan 1320 eine Haddsch nach Mekka unternommen hatte, wurde er von ihm zum erblichen Herrscher von Hama ernannt und erhielt den Titel al-Malik al-Mu’ayyad. In Hama baute Abu l-Fida im Jahr 1326 eine nach ihm benannte Moschee, in der er später bestattet wurde und die noch heute erhalten ist.
Nach seinem Tod 1331 konnte sein Sohn al-Afdal Muhammad III. unter der Protektion des Sultans als Herrscher von Hama nachfolgen. Als aber Sultan an-Nasir Muhammad 1341 starb, wurde die Ayyubiden-Herrschaft in Hama vom neuen Sultan endgültig beendet.
Der Mondkrater Abulfeda ist nach ihm benannt.

## Werke
- Mukhtasar ta’rikh al-bashar. Eine kurze Geschichte der Menschheit, auch Chronologie der Ereignisse bis 1329.
- Taquin al-buldan. (Geographie), 1321.
- Christoph Rommel: Abulfedae Arabiae descriptio commentario perpetuo illustrata. Göttingen 1802. (mit einem lateinischen Kommentar versehene Ausgabe der Beschreibung Arabiens)